# Léon Boëllmann
Léon Boëllmann (/leˈõ bɔɛlˈman/; Ensisheim, 9 settembre 1862 – Parigi, 11 ottobre 1897) è stato un organista e compositore francese.
Le sue composizioni includono lavori per organo, pianoforte, musica da camera e corali.
Boëllmann era figlio di un farmacista. A nove anni fu ammesso all'École de Musique Classique et Religieuse (Ecole Niedermeyer) a Parigi, dove studiò con il direttore Gustave Lefèvre, e con Eugène Gigout. Boëllmann vinse diversi premi come pianista, organista, in fuga e contrappunto, canto fermo e composizione. Dopo il diploma nel 1881, Boëllmann è stato assunto come organiste de chœur presso la chiesa di St. Vincent de Paul nel decimo distretto a Parigi, e sei anni dopo divenne cantore ed organista titolare, posizione che mantenne fino alla sua morte, avvenuta presumibilmente per tubercolosi nel 1897.
Nel 1885 Boëllmann sposò Louise, figlia di Gustave Lefèvre e nipote di Eugène Gigout, nella cui casa la coppia andò a vivere (in mancanza di figli propri, Gigout adottò Boëllmann). Boëllmann allora insegnò organo e improvvisazione alla scuola di Gigout.
Come studente preferito di Gigout, Boëllmann ebbe accesso ai migliori circoli del mondo musicale francese, divenne amico di molti artisti e poté tenere concerti sia a Parigi che nelle province. Divenne noto come "un appassionato insegnante, un critico tagliente, un dotato compositore e un esecutore di successo... che otteneva suoni piacevoli da strumenti recalcitranti".  Scrisse anche critiche musicali per L'art musical sotto gli pseudonimi "il Reverendo Padre Léon" e "un ragazzo della sala Pleyel".
Boëllmann morì nel 1897, a soli 35 anni. Dopo la morte di sua moglie l'anno successivo, Gigout crebbe i loro tre orfani, una dei quali, Marie-Louise Boëllmann-Gigout (1891–1977), divenne una nota insegnante di organo a sua volta.

## Attività e opere
Durante i sedici anni della sua vita professionale, Boëllmann suonò sia come organista che come pianista in tutta Europa e compose circa 160 pezzi di vari generi. Fedele allo stile di Franck e ammiratore di Saint-Saëns, Boëllmann mostra tuttavia un'estetica post-romantica di fine secolo, che specie nei suoi lavori per organo dimostra "notevoli sonorità", come ebbe a dire la critica. Il suo lavoro più famoso è la Suite Gothique (1895), divenuta oggi un pilastro nel repertorio organistico, in particolare per la Toccata conclusiva, un brano "di moderata difficoltà ma di effetto brillante," con un drammatico tema in do minore e un'enfasi ritmica che la rese popolare già al tempo di Boëllmann. Scrisse anche mottetti e canzoni, lavori per piano, una sinfonia, brani per violoncello e orchestra e per organo e orchestra, una sonata per violoncello (dedicata a Jules Delsart), e altra musica da camera.

## Catalogo delle opere per numero d'opus
- Op. 1 –
- Op. 2 –
- Op. 3 –
- Op. 4 –
- Op. 5 –
- Op. 6 – Suite pour violoncelle et piano (ca.1890)

1. Impromptu
2. Nocturne
3. Sérénade
4. Romance

- Op. 7 – Fantaisie sur des airs hongrois pour violon et orch. (c1890)
- Op. 8 – Valse pour piano (c1890)
- Op. 9 –
- Op. 10 – Quatuor avec piano en fa mineur (c1890)
- Op. 11 –
- Op. 12 –
- Op. 13 –
- Op. 14 – Deuxième valse pour piano (c1890)
- Op. 15 –
- Op. 16 – Douze Pièces pour grand orgue ou piano à pédalier (1891)

1. Prélude (mi minore)
2. Fugue (mi minore)
3. Marche religieuse (fa)
4. Intermezzo (mi)
5. Carillon (ré)
6. Choral (la)
7. Élégie (si minore)
8. Deux Versets de Procession pour l'Adoro te, 1er verset (fa)
9. 2e Verset (fa)
10. Canzona dans la tonalité grégorienne
11. Adagietto (la bemolle)
12. Paraphrase (sol)

- Op. 17 –
- Op. 18 –
- Op. 19 – Trio avec piano en sol majeur (c1895)
- Op. 20 – Valse: Carillon pour piano (c1893)
- Op. 21 –
- Op. 22 –
- Op. 23 – Variations Symphoniques pour violoncelle et orchestre (création en 1892)
- Op. 24 – Symphonie en fa majeur pour orchestre (création en 1892)
- Op. 25 – Suite Gothique pour grand orgue (pub. 1895)

1. Introduction-choral
2. Menuet gothique
3. Prière à Notre-Dame
4. Toccata

- Op. 26 – Conte d'amour (A. de Villiers de l'Isle-Adam) pour voix et piano (1896 ?)
- Op. 27 – Deuxième Suite pour orgue (pub. 1896)
- Op. 28 – 10 Improvisations pour piano (1895 ?)
- Op. 29 – Heures mystiques pour orgue ou harmonium, vol. 1 (1895/96)
- Op. 30 – Heures mystiques pour orgue ou harmonium, vol. 2 (1895/96)
- Op. 31 – Deux morceaux pour violoncelle et piano (1896 ?)

1. Valse lente
2. Menuet

- Op. 32 – Larmes humaines (P. Collin) pour 2 voix, chœur de voix de femmes (1896)
- Op. 33 – Mai (J. Tellier), pour voix et piano (1896)
- Op. 34 – Lamento (P. Verlaine), pour voix et piano (1897 ?)
- Op. 35 – Fantaisie dialoguée pour orgue et orchestre (composta nel 1896) - transc. per organo solo da Alexandre Guilmant
- Op. 36 – Nocturne pour piano (1896)
- Op. 37 – Ronde française pour piano (1896)
- Op. 38 – Sur la mer pour piano (1897)
- Op. 39 – Le calme (A. Dorchain), per canto e pianoforte (1897 ?)
- Op. 40 – Sonate en la mineur per violoncello e piano (1897)